# Милош Стојановић (фудбалер, 1984)
Милош Стојановић (Књажевац, 25. децембар 1984) српски је фудбалер, који игра на позицији нападача.

## Биографија
Стојановић је каријеру започео у ФК Тимочанин из Књажевца. Након тога је играо за ФК Јединство Параћин, потом је прешао у ФК Раднички Ниш. Каријера га ја затм одвела у Премијер лигу Босне и Херцеговине где је наступао за ФК Радник Бијељина и ФК Славија Источно Сарајево. У сезони 2007/08. је прешао у ФК Јагодина, која се тада такмичила у Првој лиги Србије. Са Јагодином је изборио пласман у најелитније српско клупско такмичење - Суперлигу Србије. У тој сезони, за ФК Јагодина је наступио на 14 утакмица и није постигао ни један погодак. На крају сезоне напустио је клуб и прешао у ФК Нови Пазар, који је тада наступао у другом рангу такмичења - Првој лиги Србије. У тој сезони је на 33 првенствене утакмице постигао 10 погодака. У лето 2010. је пронашао први инострани ангажман, потписујући уговор са чланом Суперлиге Словачке екипом Злате Моравце. Након полусезоне у Словачкој, Стојановић се почетком 2011. године вратио у Јагодину. Наступајући у екипи Јагодине, Стојановић је са 19 постигнутих голова био најбољи стрелац Суперлиге Србије у сезони 2012/13. Исте такмичарске године учествовао је у највећем клупском успеху ФК Јагодина - освајање Купа Србије.
У јуну 2013. године, на позив српског тренера Љубише Тумбаковића, Стојановић је прешао у кинеску Суперлигу потписујући уговор са ФК Вухан Зал. У азијском фудбалу је провео наредних шест година. Након Вухана је био у Јужној Кореји (Гјеонгнам и Бусан Ипарк) и Тајланду (Патаја јунајтед и Удон Тани). Вратио се у српски фудбал почетком 2019. године када је потписао уговор са Златибором из Чајетине. Једну полусезону је провео у Златибору након чега се вратио у матични ФК Тимочанин.

## Трофеји
Јагодина
- Куп Србије (1) : 2012/13.